# جام ملت‌های خلیج
جام خلیج فارس (عربی: كأس الخليج الفارسي‎)، مسابقات چندجانبهٔ فوتبالی است که هر دو یا سه سال میان کشورهای عرب پیرامون خلیج فارس بعلاوه یمن و بدون ایران برگزار می‌گردد.
این جام در بازی‌های المپیک تابستانی ۱۹۶۸ مکزیکوسیتی، توسط بحرین، کویت، عربستان سعودی و قطر پایه‌گذاری شد. نخستین مسابقات چندجانبه جام خلیج در بحرین برگزار شد که در آن کویت قهرمان شد.
برگزاری بیست و پنجمین دوره این مسابقات به میزبانی عراق و استفاده از واژه «خلیج عربی»، واکنش و اعتراض فدراسیون فوتبال ایران را به همراه داشته است.

## نتایج
| سال  | میزبان            | قهرمان            | نایب‌قهرمان        |
| ---- | ----------------- | ----------------- | ----------------- |
| ۲۰۲۴ | کویت              |                   |                   |
| ۲۰۲۳ | عراق              | عراق              | عمان              |
| ۲۰۱۹ | قطر               | بحرین             | عربستان سعودی     |
| ۲۰۱۷ | کویت              | عمان              | امارات متحدهٔ عربی |
| ۲۰۱۴ | عربستان سعودی     | قطر               | عربستان سعودی     |
| ۲۰۱۳ | بحرین             | امارات متحدهٔ عربی | عراق              |
| ۲۰۱۰ | یمن               | کویت              | عربستان سعودی     |
| ۲۰۰۹ | عمان              | عمان              | عربستان سعودی     |
| ۲۰۰۷ | امارات متحده عربی | امارات متحدهٔ عربی | عمان              |
| ۲۰۰۴ | قطر               | قطر               | عمان              |
| ۲۰۰۳ | کویت              | عربستان سعودی     | بحرین             |
| ۲۰۰۲ | عربستان سعودی     | عربستان سعودی     | قطر               |
| ۲۰۰۰ | لغو شد            | انجام نشد         | انجام نشد         |
| ۱۹۹۸ | بحرین             | کویت              | عربستان سعودی     |
| ۱۹۹۶ | عمان              | کویت              | قطر               |
| ۱۹۹۴ | امارات متحده عربی | عربستان سعودی     | امارات متحدهٔ عربی |
| ۱۹۹۲ | قطر               | قطر               | بحرین             |
| ۱۹۹۰ | کویت              | کویت              | قطر               |
| ۱۹۸۸ | عربستان سعودی     | عراق              | امارات متحدهٔ عربی |
| ۱۹۸۶ | بحرین             | کویت              | امارات متحدهٔ عربی |
| ۱۹۸۴ | عمان              | عراق              | قطر               |
| ۱۹۸۲ | امارات متحده عربی | کویت              | بحرین             |
| ۱۹۷۹ | عراق              | عراق              | کویت              |
| ۱۹۷۶ | قطر               | کویت              | عراق              |
| ۱۹۷۴ | کویت              | کویت              | عربستان سعودی     |
| ۱۹۷۲ | عربستان سعودی     | کویت              | عربستان سعودی     |
| ۱۹۷۰ | بحرین             | کویت              | بحرین             |

## بیشترین قهرمانی‌ها
| قهرمانی(ها) | کشور              | سال(ها)                                                    | نایب‌قهرمانی                 | مقام سوم                                 | مقام چهارم             |
| ----------- | ----------------- | ---------------------------------------------------------- | --------------------------- | ---------------------------------------- | ---------------------- |
| ۱۰ بار      | کویت              | ۱۹۷۰، ۱۹۷۲، ۱۹۷۴، ۱۹۷۶، ۱۹۸۲، ۱۹۸۶، ۱۹۹۰، ۱۹۹۶، ۱۹۹۸، ۲۰۱۰ | ۱۹۷۹                        |                                          | ۲۰۰۲، ۲۰۰۴             |
| ۴ بار       | عراق              | ۱۹۷۹، ۱۹۸۴، ۱۹۸۸ ، ۲۰۲۳                                    | ۱۹۷۶                        |                                          |                        |
| ۳ بار       | عربستان سعودی     | ۱۹۹۴، ۲۰۰۲، ۲۰۰۳                                           | ۱۹۷۲، ۱۹۷۴، ۱۹۹۸، ۲۰۰۹،۲۰۱۹ | ۱۹۷۰، ۱۹۷۹، ۱۹۸۴، ۱۹۸۶، ۱۹۸۸، ۱۹۹۲، ۱۹۹۶ | ۱۹۸۲                   |
| ۳ بار       | قطر               | ۱۹۹۲، ۲۰۰۴، ۲۰۱۴                                           | ۱۹۸۴، ۱۹۹۰، ۱۹۹۶، ۲۰۰۲      | ۱۹۷۴، ۲۰۰۳                               | ۱۹۷۰، ۱۹۷۲، ۱۹۸۶، ۱۹۹۴ |
| ۲ بار       | امارات متحدهٔ عربی | ۲۰۰۷، ۲۰۱۳                                                 | ۱۹۸۶، ۱۹۸۸، ۱۹۹۴            | ۱۹۷۲، ۱۹۷۶، ۱۹۸۲، ۱۹۹۸                   | ۱۹۷۴، ۱۹۸۴، ۱۹۹۲، ۱۹۹۶ |
| ۲ بار       | عمان              | ۲۰۰۹، ۲۰۱۷                                                 | ۲۰۰۴، ۲۰۰۷                  |                                          | ۱۹۹۰، ۱۹۹۸، ۲۰۰۳       |
| ۱بار        | بحرین             | ۲۰۱۹                                                       | ۱۹۷۰، ۱۹۸۲، ۱۹۹۲، ۲۰۰۳      | ۱۹۹۰، ۱۹۹۴، ۲۰۰۲، ۲۰۰۴                   | ۱۹۷۶، ۱۹۷۹، ۱۹۸۸       |
| هیچ بار     | یمن               |                                                            |                             |                                          |                        |

- عراق از ۱۹۹۱ تا ۲۰۰۳ از شرکت در این رقابت‌ها محروم شد.
- یمن تاکنون جام قهرمانی را نبرده‌ است.
- عربستان سعودی و  بحرین هر دو با هم به مقام دوم در ۱۹۹۲ دست یافتند.
- بازی‌های جام سال‌های ۲۰۰۷ و ۲۰۰۹ مقام سوم نداشتند.

## رکورد گل‌ها در همهٔ دوره‌ها
| کشور              | گل‌های زده | دوره‌های حضور یافته | بازی‌های انجام داده | گل‌ها در هر بازی |
| ----------------- | --------- | ------------------ | ------------------ | --------------- |
| کویت              | ۱۶۷       | ۱۹                 | ۹۴                 | ۱٫۸۳            |
| عربستان سعودی     | ۱۴۵       | ۱۸                 | ۸۹                 | ۱٫۶۱            |
| قطر               | ۱۰۷       | ۱۹                 | ۹۴                 | ۱٫۱۶            |
| بحرین             | ۹۹        | ۱۸                 | ۸۷                 | ۱٫۱۴            |
| امارات متحدهٔ عربی | ۹۱        | ۱۸                 | ۸۹                 | ۱٫۰۲            |
| عراق              | ۸۳        | ۸                  | ۴۱                 | ۲٫۱۳            |
| عمان              | ۶۸        | ۱۷                 | ۸۸                 | ۰٫۷۳            |
| یمن               | ۸         | ۴                  | ۱۵                 | ۰٫۵۰            |

- کویت در ۰۳-۰۳-۱۹۸۸ در بازی در برابر قطر به صدمین گل خود دست یافت.
- عربستان سعودی در ۱۹-۱۰-۱۹۹۶ در بازی در برابر قطر به صدمین گل خود دست یافت.
- قطر در ۱۶-۱۲-۲۰۰۴ در بازی در برابر عمان به صدمین گل خود دست یافت.

گل‌های بازی‌های به‌هم‌خورده یا نیمه‌کاره رها شدهٔ بازی‌های ۱۹۷۲ بحرین و ۱۹۸۲ و ۱۹۹۰ عراق به حساب نیامده‌اند.
بازی‌های دور مقدماتی ۱۹۷۴ به حساب آمده‌اند.
گل‌های زده شده در ضربات پنالتی به حساب نیامده‌اند.

## رکوردهای دیگر
- بزرگترین برد - ۸ گل

 کویت ۸ – ۰  عمان (۲۹-۰۳-۱۹۷۶)
- بیشترین گل زده شده در یک بازی - ۸ گل

 کویت ۸ – ۰  عمان (۲۹-۰۳-۱۹۷۶)
 عراق ۷ – ۱  عربستان سعودی (۲۹-۰۳-۱۹۷۶)
 کویت ۶ – ۲  قطر (۰۲-۱۱-۱۹۹۸)
 عربستان سعودی ۶ – ۰  یمن (۰۸-۰۱-۲۰۰۹)
- بیشترین گل یک فرد در یک بازی - ۵ گل

ماجد عبدالله  عربستان سعودی (۰۳-۰۴-۱۹۷۹) در برابر قطر
جاسم الهویدی  کویت (۱۹۹۸) در برابر قطر
- بیشترین گل یک فرد در یک دوره از مسابقات - ۱۰ گل

حسین سعید  عراق (۱۹۷۹)